# Біла (Каліський повіт)
Біла (пол. Biała) — село в Польщі, у гміні Ґодзеші-Великі Каліського повіту Великопольського воєводства.
Населення — 262 особи (2011).
У 1975-1998 роках село належало до Каліського воєводства.

## Демографія
Демографічна структура станом на 31 березня 2011 року:
|          | Загалом | Допрацездатний вік | Працездатний вік | Постпрацездатний вік |
| -------- | ------- | ------------------ | ---------------- | -------------------- |
| Чоловіки | 133     | 24                 | 90               | 19                   |
| Жінки    | 129     | 21                 | 75               | 33                   |
| Разом    | 262     | 45                 | 165              | 52                   |